# Jean Sexton
Pour les articles homonymes, voir Sexton.
Jean Sexton est un professeur et chercheur québécois né le 6 janvier 1946 et décédé le 25 décembre 2018. Il fut un spécialiste dans les domaines des relations industrielles et des relations de travail.